# Диах Хаданинг
Диах Хаданинг (индон. Diah Hadaning; 4 мая 1940, Джепара, Центральная Ява — 1 августа 2021) — индонезийская писательница. Среди друзей Диха.

## Краткая биография
В 1960 году окончила школу социальных работников. В 1962—1964 гг. Работала учителем школы для слепых в Семаранге. В последующем окончила курсы журналистики (1988) и театральные курсы (1996) в Джакарте. В 1986—1998 гг. работала редактором еженедельного журнала по культуре «Свадеси», а в 1998—1999 гг. — редактором таблоида «Экспонен». Являлась одним из инициаторов создания Литературного сообщества Индонезии (1996). В 1997—2000 вместе с Реем Сахетапи возглавляла театр Ончор. В 2007 году возглавила объединение женщин-литераторов Индонезии. Является также членом литературного комитета Совета искусств Джакарты.

## Творчество
Писала стихи, повести, рассказы. Увлекалась спиритизмом. Публиковалась с 1970-х гг. Среди поэтических сборников: «Письмо из города» (1980), «Белые полоски» (1980), «Песни гранита» (1983), «Баллада Сарины» (1985), «Солнце» (1986), «Песни времён» (1987) и др. Основные темы произведений — защита бедных и угнетённых, забота об окружающей среде, отношения между людьми различных этносов, конфессий и социального статуса.

## Поэтические сборники
- Kabut Abadi (Вечный туман, совместно с Путу Бава Самар Гантанг). Lesiba Bali, 1979
- Surat dari Kota (Письмо из города). 1980
- Jalur-jalur Putih (Белые полоски). Jakarta: Pustaka Swadesi, 1980
- Pilar-pilar (Колонны, совместно с Путу Арья Тирта Вирья. Pustaka Swadesi, 1981
- Kristal-kristal (Кристаллы, совместно с Динуллах Райес. Pustaka Swadesi, 1982
- Nyanyian Granit-granit (Песни гранита). Pustaka Swadesi, 1983
- Balada Sarinah (Баллада Сарины). Yayasan Sastra Kita, 1985
- Sang Matahari (Солнце). Yayasan Sastra Kita, 1986
- Nyanyian Sahabat (Песни друга, совместно с Нур С. М.). U.K. Malayasia, 1986
- Nyanyian Waktu (Песни времени). Yayasan Sastra Kita, 1987
- Balada Anak Manusia (Баллада человеческого дитя). Hardjuna Dwitunggal, 1988
- Di Antara Langkah-langkah (Среди шагов). S.S., 1993
- Dari Negeri Poci 2 (Из страны чая 2). 1994
- Dari Negeri Poci 3 (Из страны чая 3). 1996
- 700 Puisi Pilihan. Perempuan yang Mencari. Yayasan Japek; Pustaka Yashiba, 2010[3]

## Проза
- Musim Cinta Andreas (Сезон любви Андреаса, повесть). Bandung: Cita, 1980
- Kembang yang Hilang Пропавший цветок, повесть). Jakarta: San, 1980
- Denyut-denyut (Биение сердца, сборник рассказов). Flores: Nusa Indah, 1984
- Senandung Rumah Ibu (Песни дома матери, сборник рассказов). Jakarta: Puspa Swara, 1993
- Lukisan Matahari (Солнечные картины, сборник рассказов). Yogyakarta: Bentang, 1993

## Переводы на русский
- Диах Хаданинг. Голод I (Lapar I); Голод II (Lapar II); Голод III (Lapar III)[4]
- Диах Хаданинг. Маленькие люди — большие люди[5].

## Премии и награды
- Премия Гапены Малайзии (1980).
- Премия EBONI Jakarta за вклад в защиту лесов (1993).
- Премия Яванского культурного центра Суракарты (2003)
- Литературная премия Ранчаге (2004)
- Включение в Книгу национальных рекордов за самую обширную антологию стихов (2010).